# Verónica Alonso
Verónica María Alonso Montaño (Montevideo, 24 de octubre de 1973) es una política uruguaya, integrante del Partido Nacional.

## Biografía
Proviene de una familia dedicada a la política. Desde pequeña junto con su familia se mudó a Suárez, Canelones, para residir en la Colonia Berro, ya que su padre, Jorge Alonso, era su director.  
Regresó a vivir en Montevideo, donde finalizó la escuela, cursó los primeros años de educación secundaria en el Liceo Sagrada Familia y terminó el bachillerato en el Liceo 28; luego, comenzó sus estudios en la Universidad de la República en la carrera de Relaciones Internacionales, pero obtuvo su título de grado en Estudios Internacionales en la Facultad de Administración y Ciencias Sociales de la Universidad ORT Uruguay en 2005. Posee un diploma de posgrado en Relaciones Internacionales y Desarrollo Político Latinoamericano de la Universidad Miguel de Cervantes (Santiago de Chile, Chile). Ha finalizado los cursos, y tiene pendiente la entrega y defensa de la tesis de un máster en Integración y Comercio Internacional de la Facultad de Derecho de la Universidad de Montevideo.
Su carrera política comenzó en Correntada Wilsonista, sector del Partido Nacional, acompañando al entonces senador Francisco Gallinal. Se desempeñó como vicepresidente del Instituto Aportes de dicho sector político. 
En las elecciones internas de 2009, decidió apoyar la candidatura del expresidente Luis Alberto Lacalle de Herrera. En las elecciones nacionales de ese mismo año, resultó elegida diputada por el departamento de Montevideo, cargo que asumió el 15 de febrero de 2010.
En las elecciones nacionales de 2014, Alonso acompañó la precandidatura del senador Jorge Larrañaga, quien resultó derrotado en la elección interna del Partido Nacional frente a Luis Lacalle Pou. Este último terminó siendo en esa elección el candidato a la Presidencia de la República por el Partido Nacional. Alonso ocupó el tercer lugar en la lista de candidatos al Senado del sector Alianza Nacional y resultó elegida senadora para el período 2015-2020.
En 2018, anunció su precandidatura a la Presidencia de la República por el Partido Nacional que se disputaron en el mes de junio de 2019, antes de esa elección se bajó de la precandidatura para apoyar a Juan Sartori. En la elección interna quedó como candidato por el partido nacional Luis Lacalle pou quien resultó electo como presidente .
Alonso no obtuvo su banca como senadora, hoy en día se encuentra retirada de la actividad política.

## Vida privada
Verónica Alonso contrajo matrimonio con Marcel Gerwer en 2000, es madre de tres hijas, Camila, Delfina y Violeta. Es conversa al judaísmo.

## Controversias
En 2017, Alonso debió acatar un fallo judicial que dispuso el pago de U$S 30.000 a la imprenta Vistosul SA por impresiones de listas en la campaña interna del 2014. Alonso realizó el pago de la deuda una vez confirmada la sentencia del juez.